# Forțele armate ale Ucrainei
Forțele armate ale Ucrainei (ucraineană Збройні сили України) este organizația militară de stat a Ucrainei.
Ucraina este oficial un stat care nu se află în nicio alianță militară, dar avea o relație destul de amicală cu vecinul său, Federația Rusă, permițând acesteia să păstreze unele contingente ale forțelor sale militare pe teritoriul ucrainean, în Crimeea. 
Conform Memorandumului de la Budapesta (5 decembrie 1994), Statele Unite, Marea Britanie și Rusia oferă garanții de securitate a independenței Ucrainei și suveranității în interiorul frontierelor sale.